# Estação Wellesley (TTC)
Wellesley é uma estação do metrô de Toronto, localizada na secção Yonge da linha Yonge-University-Spadina. Localiza-se no cruzamento da Yonge Street com a Wellesley Street. Wellesley possui um terminal de ônibus integrado, que atende apenas a linha 94 Wellesley de ônibus (passageiros utilizando a 97 Yonge e desejando realizar conexão na Wellesley precisam de um transfer para poderem transferirem-se da linha de superfície para o metrô e vice-versa). O nome da estação provém da Wellesley Street, a principal rua leste-oeste servida pela estação. É a única estação do sistema de metrô de Toronto que possui apenas uma entrada.